# Pettineo
Pettineo ist eine Stadt der Metropolitanstadt Messina in der Region Sizilien in Italien mit 1239 Einwohnern (Stand 31. Dezember 2023).

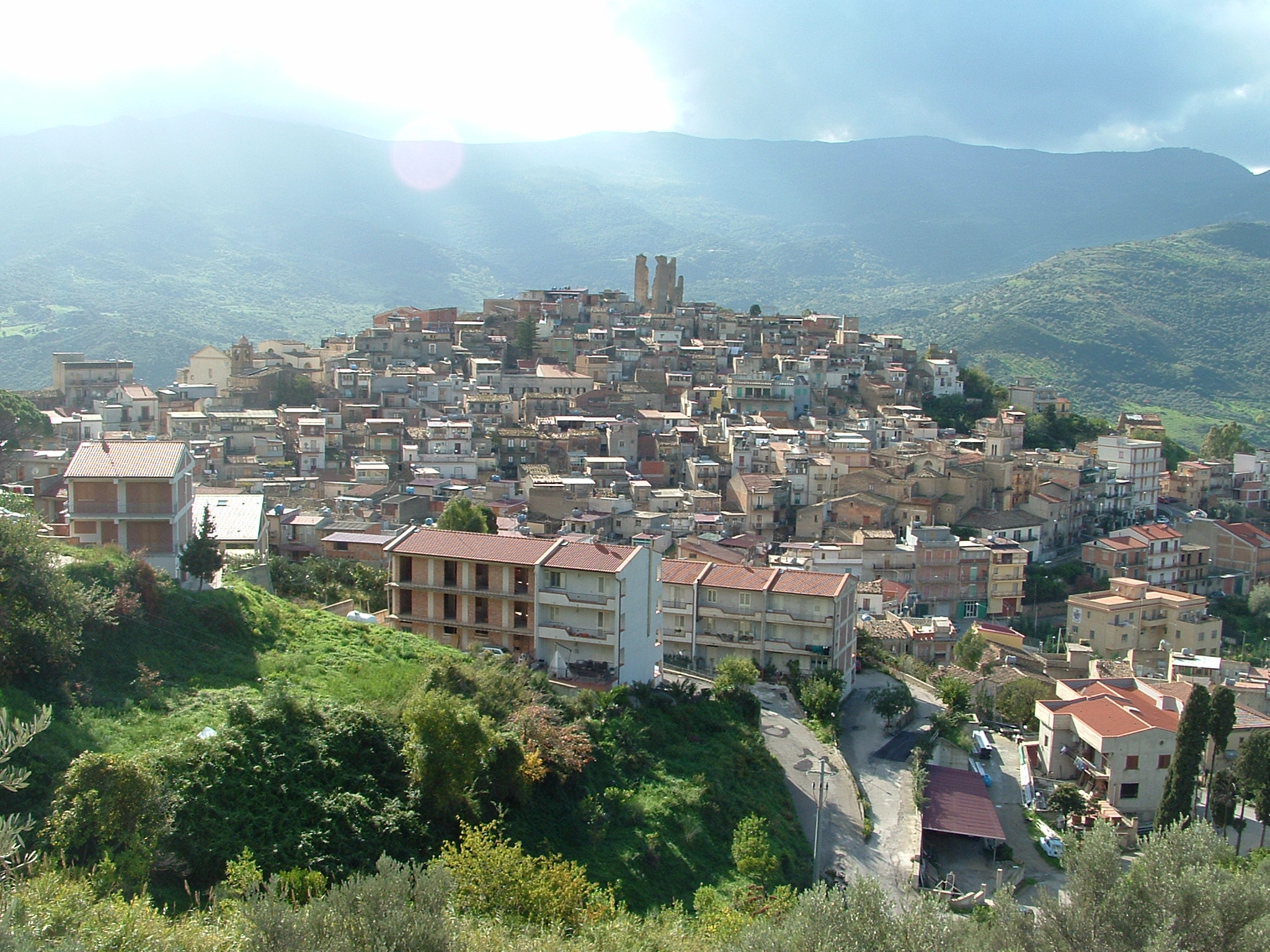
Panorama von Pettineo

## Lage und Daten
Pettineo liegt 166 km westlich von Messina und 97 km östlich von Palermo am Fuß des Monte San Cuono im Valle dell’Halaesa (Halaesa bzw. Alesa-Tal). Die Einwohner arbeiten hauptsächlich in der Landwirtschaft. Die nächste Autobahnanschlussstelle ist Tusa an der Autostrada A20 und liegt 11 km von Pettineo entfernt.
Die Nachbargemeinden sind: Castel di Lucio, Mistretta, Motta d’Affermo, Reitano, San Mauro Castelverde (PA) und Tusa.

## Geschichte

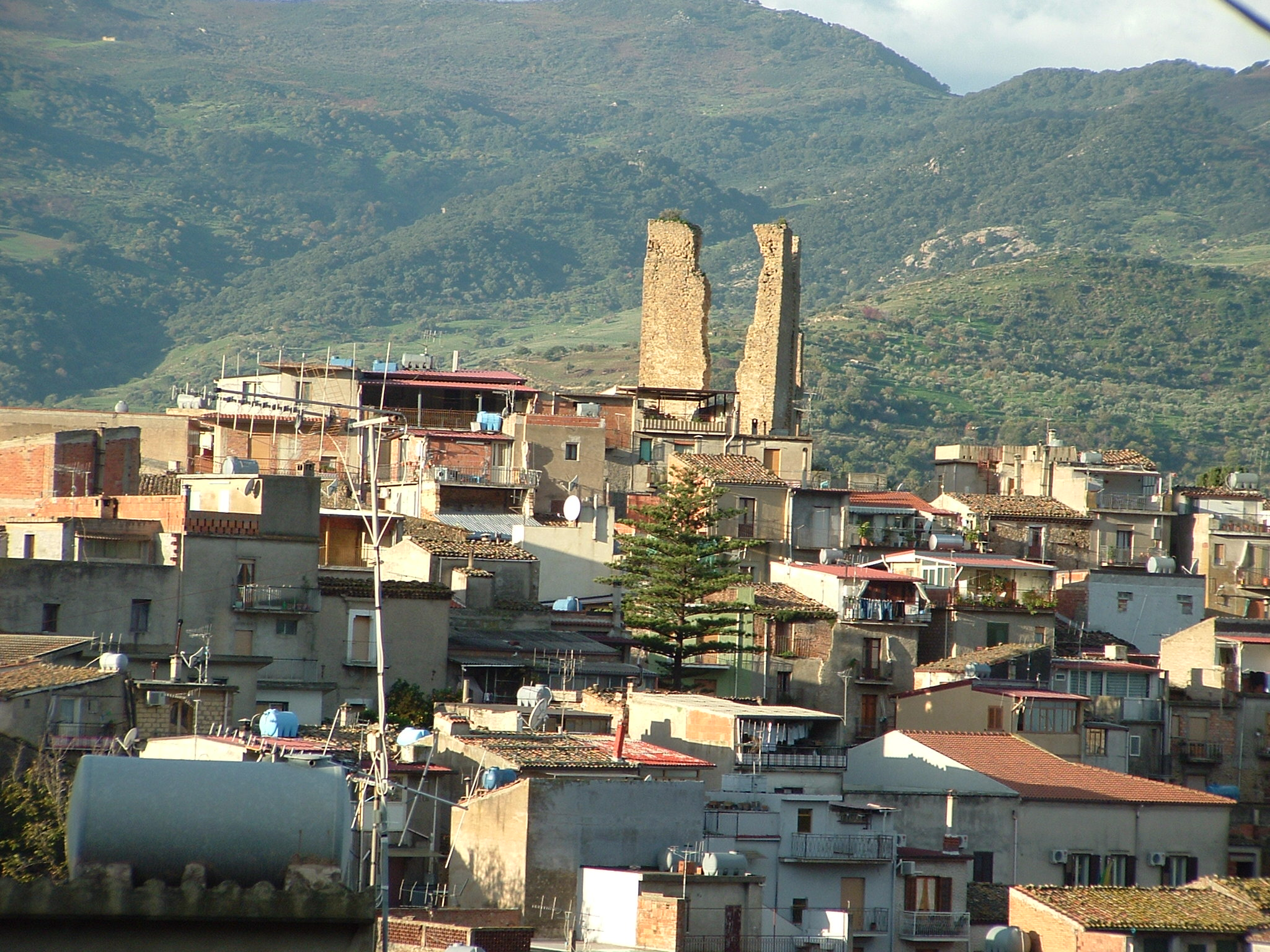
Panorama von Pettineo mit der Ruine des Migaido

1170 wurde die Familie Paternò mit Pettineo belehnt, im 13. Jahrhundert unterstellte Manfred von Sizilien den Ort, damals noch unter dem Namen Casale Pectineum, Manfredi Maletta. Nach der sizilianischen Vesper gab Friedrich II. von Aragonien den Ort in die Hände von Alanfranco di San Basilio. 1332 ging die Gemeinde an die Grafschaft von Geraci Siculo über. In den ersten Jahren des 14. Jahrhunderts wurde um die kleine Häusergruppe (Casale) ein Castrum angelegt. Im  15. Jahrhundert wurde die Migaido errichtet, eine Befestigungsanlage, deren dreizehn Meter hohe Turm heute noch als Ruine existiert. Im 20. Jahrhundert litt der Ort unter starker Emigration. Während am Anfang des Jahrhunderts noch um mehr als 3000 Einwohner im Ort ansässig waren, sind es heute nur noch weniger als die Hälfte.

## Sehenswürdigkeiten

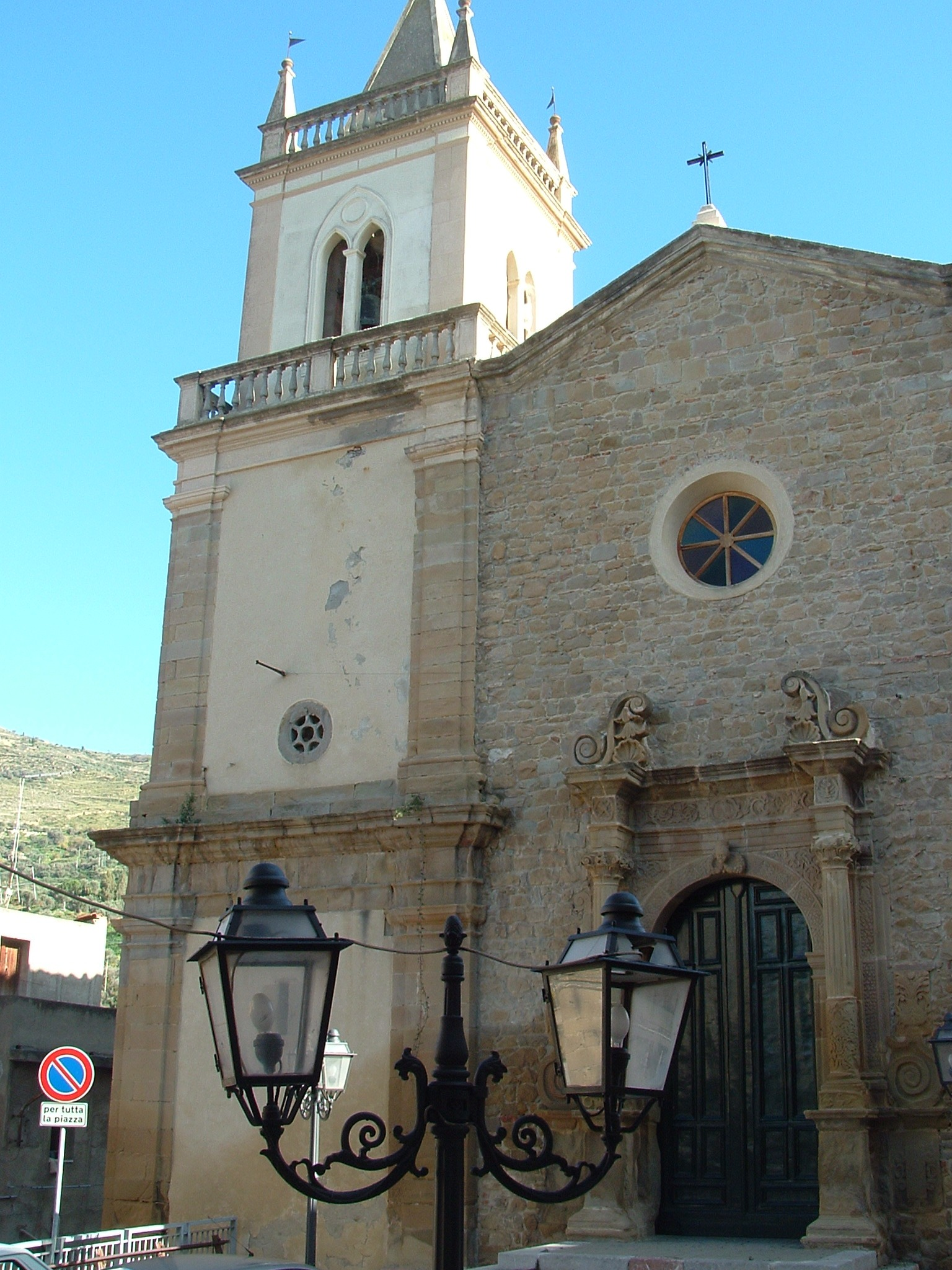
Chiesa di Sant’Oliva

- Chiesa di Sant’Oliva, der Ortspatronin zu Ehren benannte Kirche
- Chiesa di Santa Maria delle Grazie, Kirche aus dem 16. Jahrhundert,
- Chiesa di San Sebastiano, Kirche aus dem 16. Jahrhundert
- Chiesa di San Nicola lo Proto , auch La porticella genannt, älteste Kirche des Ortes, entstand im 14. Jahrhundert, wahrscheinlich um 1329. Zunächst nach Santo Stefano benannt und zwischenzeitlich auch als Chiesa del Crocifisso bezeichnet.
- Chiesa Matrice, Hauptkirche des Ortes, zwischen 1560 und 1579 entstanden. Wurde 1579 vom Erzbischof des Bistums Cefalù, Ottaviano Preconio, geweiht. Enthält Skulpturen von Giacomo Gaggini aus dem Jahr 1597.